# Елсуков, Евгений Петрович
Евгений Петрович Елсуков (10 июня 1943, г. Берёзовский, Свердловская область — 24 марта 2016) — советский и российский учёный в области физики.

## Биография
Окончил Уральский политехнический институт (1965), инженер-физик. Доктор физико-математических наук (1995), профессор (1997).
В 1965—1968 гг. — в Научно-исследовательском институте атомных реакторов (Мелекесс): инженер-физик; в 1968—1983 гг. — в Институте физики металлов УНЦ АН СССР: старший инженер, м.н.с.; с 1983 г. — в Физико-техническом институте УрО РАН (г. Ижевск): с.н.с., заведующий лабораторией, заместитель директора.

## Научная деятельность
Внёс вклад в изучение типов и кинетики твердофазных реакций при механической активации систем на основе железа с sp-элементами, в развитие метода механической активации как способа получения неравновесных состояний в твердых телах, показал определяющую роль наноструктурного состояния в ускоренном массопереносе и формировании метастабильных фаз. Исследовал формирование магнитных свойств и магнитной структуры разупорядоченных нанокристаллических сплавов железа с sp-элементами в зависимости от типа и концентрации sp-элемента. Разработал феноменологическую модель формирования магнитных свойств, основанную на характеристиках локального окружения атомов железа. Подготовил 6 кандидатов наук. Автор 160 печатных работ.

## Награды и звания
Лауреат Государственной премии РФ за цикл работ по механической активации оксидных и металлических систем (1993).
Заслуженный деятель науки Удмуртской Республики (1999).